# ایلاهی (واشینگتن)
ایلاهی (به انگلیسی: Illahee) یک منطقهٔ مسکونی در ایالات متحده آمریکا است که در شهرستان کیتساپ، واشینگتن واقع شده‌است.